# Shahrestān di Mehdishahr
Lo shahrestān di Mehdishahr (farsi شهرستان مهدی‌شهر) è uno degli 8 shahrestān della provincia di Semnan (era precedentemente una circoscrizione dello shahrestān di Semnan). Il capoluogo è Mehdishahr, una città di 20.581 abitanti. Lo shahrestān è suddiviso in 2 circoscrizioni (bakhsh):
- Centrale (بخش مرکزی), con le città di Mehdishahr e Darjazin.
- Shahmirzad (بخش شهمیرزاد), con la città di Shahmirzad.